# Mestre de Castelsardo
El Mestre de Castelsardo és un pintor tardogòtic d'identitat desconeguda que va viure entre el segle xv i XVI. És autor de diverses obres a Sardenya, Còrsega i Catalunya, i se suposa que el seu aprenentatge va ser a Barcelona, on va realitzar tres taules del Retaule de Sant Vicenç de Sarrià actualment exposades al Museu Nacional d'Art de Catalunya. Els intents d'identificació fets per alguns historiadors el relacionen amb l'artista mallorquí Martí Torner, mentre que altres pensen que es tracta de l'artista de Càller Joacchino Cavaro.
La seva obra desenvolupada entre finals del segle xv i principis del XVI va suposar un nou capítol per a les arts a Sardenya, representant un salt qualitatiu en l'arquitectura dels retaules, que s'adapta a les noves necessitats incorporant imatges d'estàtues i suprimint l'or dels fons.
A Castelsardo es troba un dels seus retaules més importants i què va ser la referència perquè, el 1926, el crític d'art Carlo Aru li fixés aquest nom i li atribuís la resta d'obres. La taula central, la Mare de Déu i el Nen amb àngels músics, està ubicada a l'altar de la catedral de Sant Antoni Abat de Castelsardo, i la resta de taules al museu Diocesà de la mateixa ciutat.
El retaule es va realitzar per a l'església episcopal del bisbat d'Ampurias de l'illa i va ser portat a Castelsardo quan el 1503 aquest bisbat es va unir per formar la diòcesi de Tempio-Ampurias, amb catedral a Castelsardo.
Es tracta d'una obra que combina la síntesi de les diferents influències que caracteritzen l'obra del Mestre, el seu art expressa la necessitat d'una representació plàstica del cos, col·locat en un espai renaixentista, però, conserva les influències gòtic-flamenc.
Exponent de la pintura sardo-catalana, s'erigeix com a mediador a Sardenya entre la pintura gòtica d'inspiració catalana i el renaixement italià i el flamenc.
El Retaule de Tuili, construït entre 1489, quan va ser consagrada l'església de Sant Pere de Tuili a la qual estava destinat. El 4 de juny de 1500, quan matrimoni Giovanni i Violant de Santa Creu varen signar una acta davant el notari Carnicer de Càller, on es comprometien a proporcionar una renda vitalícia a favor de Nicolàs Gessa per pagar l'acabament del retaule.
Va tenir la seva primera formació a Barcelona, potser al taller de Jaume Huguet. Al voltant de la 1490 es troba a Sardenya, per a la realització del Retaule Porciúncula al claustre de l'església de Sant Francesco a Stampace, ara dividit en 14 peces diferents i s'emmagatzemen a la Galeria Nacional de Càller.

## Obres
- 1475 - 1500. Mare de Déu amb àngels i comitents (165,1 x 96,5 cm), que va ser la taula central del Retaule de l'església de Santa Rosalia de Càller. Es troba actualment al Birmingham Museum and Art Gallery.[7]
- Abans de 1492. Retaule de Castelsardo, un conjunt repartit entre la catedral de Sant Antoni Abat de Castelsardo i el museu diocesà de Castelsardo. Les taules representen la "Mare de Déu amb Nen amb àngels músics", un "Tetramorf", un "Sant Miquel" i unes taules amb sants que componia la predel·la.
- 1492. Retaule de Tallano,, l'església de Santa Llúcia de Tallano (Còrsega).[8]
- Posterior a 1492. El conjunt parcial de 14 taules que formaven el Retaule de la Porciúncula per al claustre de l'església de Sant Francesc de Stampace, es troba actualment a la pinacoteca nacional de Cagliari.[9]
- 1498-1500. Retaule de Tuili, a l'església de Sant Pere d'aquest municipi (5,50 x 3,50 m).[10][11]
- 1500. Tres taules del Retaule de Sant Vicenç de Sarrià, obra original de Jaume Huguet, actualment al MNAC.

- Retaule de Tuili. Església de Sant Pere de Tuili
- Sant Miquel, taula corresponent al Retaule de Castelsardo. Museu diocesà de Castelsardo
- Flagel·lació de sant Vicenç, taula del retaule de Sant Vicenç de Sarrià. Museu Nacional d'Art de Catalunya
- Mare de Déu amb àngels i comitents, al Birmingham Museum and Art Gallery